# Pseudobracca latimargo
Pseudobracca latimargo är en fjärilsart som beskrevs av Semper 1901. Pseudobracca latimargo ingår i släktet Pseudobracca och familjen mätare. Inga underarter finns listade i Catalogue of Life.